# Condé-sur-Risle
Condé-sur-Risle ist eine französische Gemeinde mit 656 Einwohnern (Stand: 1. Januar 2022) im Département Eure in der Region Normandie. Die Gemeinde gehört zum Kanton Pont-Audemer. Die Einwohner werden Condéens genannt.

## Geographie
Condé-sur-Risle liegt etwa 38 Kilometer nördlich von Bernay im Roumois am Risle. Umgeben wird Condé-sur-Risle von den Nachbargemeinden Corneville-sur-Risle im Norden und Nordwesten, Appeville-Annebault im Norden und Nordosten, Saint-Philbert-sur-Risle im Osten und Südosten, Saint-Christophe-sur-Condé im Süden, Saint-Martin-Saint-Firmin im Südwesten sowie Campigny im Westen und Nordwesten.
| Jahr      | 1962 | 1968 | 1975 | 1982 | 1990 | 1999 | 2006 | 2013 |
| --------- | ---- | ---- | ---- | ---- | ---- | ---- | ---- | ---- |
| Einwohner | 411  | 406  | 337  | 363  | 377  | 454  | 514  | 615  |

## Sehenswürdigkeiten
- Kirche Saint-Martin aus dem 11. Jahrhundert

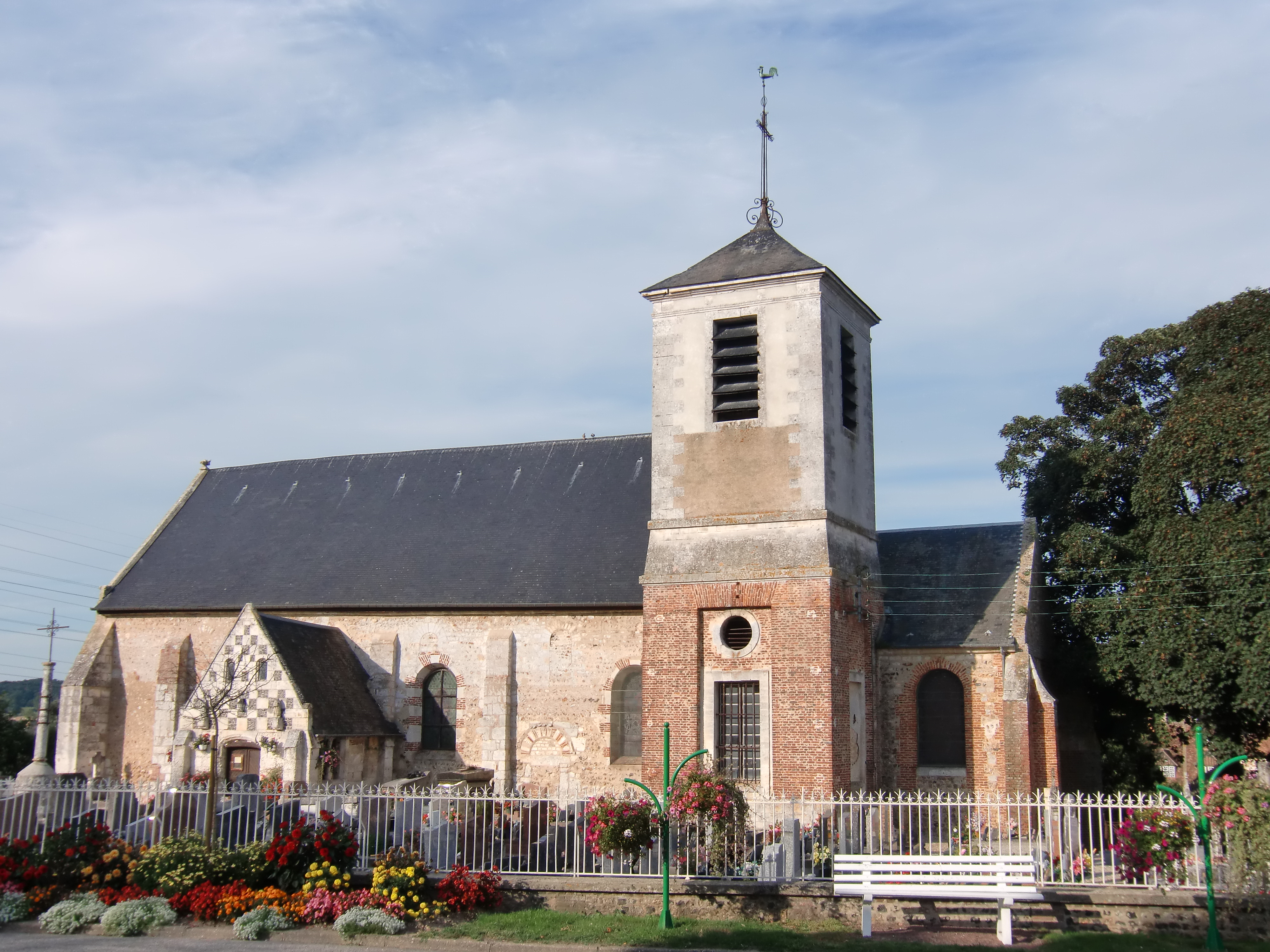
Kirche Saint-Martin